# Reinhard Emmerich
Reinhard Emmerich (* 6. Mai 1954 in Tiefenbach, Baden-Württemberg) ist ein deutscher Sinologe.

## Leben
Von 1975 bis 1981 studierte er Sinologie, Geschichte und Philosophie an den Universitäten Heidelberg, Beijing und Hamburg. Nach der Promotion an der Universität Hamburg 1984 und der Habilitation 1992 war er von 1997 bis 2022 Professor für Sinologie und Direktor des Instituts für Sinologie und Ostasienkunde an der WWU Münster. Im September 2022 erfolgte seine Emeritierung.
Seine Forschungsschwerpunkte sind Geschichte und Kultur des kaiserzeitlichen China.

## Schriften (Auswahl)
- Li Ao (ca. 772–ca. 841). Ein chinesisches Gelehrtenleben. Wiesbaden 1987, ISBN 3-447-02572-7.
- Kurzgefasste Geschichte Chinas bis zum Ende des Kaiserreiches. Tokyo 1988, OCLC 314459515.
- mit Hans Stumpfeldt (Hrsg.): Und folge nun dem, was mein Herz begehrt. Festschrift für Ulrich Unger zum 70. Geburtstag. Hamburg 2002, ISBN 3-935664-07-9.
- (Hrsg.): Chinesische Literaturgeschichte. Stuttgart, Weimar 2004. ISBN 3476016072.
- (Hrsg.): Grammatik des Klassischen Chinesisch. Berlin 2019.